# Пежо тип 183
Пежо тип 183 (фр. Peugeot Type 183) је моторно возило произведено између 1928. и 1932. године од стране француског произвођача аутомобила Пежо у њиховим фабрикама у Оданкуру и Сошоу. У том периоду је произведено 12.636 јединица. Овај модел представљен је први пут на Париском мото шоу 1927. године, аутомобили су били доступни за продају 1928. године.
Француска је задржала своју позицију водећег произвођача аутомобила у Европи до 1932. године, а као значајан играч Пежо у овом тренутку понудио је низ малих, средњих и великих возила. Ипак, тип 183 обележио Пежоов повратак у два литра седан/салон класу после одсуства од 15 година. Последња понуда компаније на овом нивоу је био Пежо тип 143, чија је производња прекинута у 1913. години
У тип 183 уграђен је шестоцилиндричан, четворотактни мотор, запремине 1991 cm³ са излазном снагом од 38 КС за варијанте 183 и 183 А, 42 КС за 183 Ц и 47 КС за варијанту 183 Д који је постављен напред са погоном на задње точкове (задња вуча).
Модели 183 и 183 А су били са међуосовинским растојањем од 2992 mm, размак точкова 1305 mm напред и 1320 mm позади, дужине 4580 mm, ширине возила од 1600 mm и висине возила од 1800 mm. Каросерија облика лимузина, купе-кабриолет и кабриолет са простором за четири до седам људи. Модели 183 Ц и 183 Д имали у исто међуосовинско растојање, са размаком точкова од 1311 mm и 1324 mm напред и позади, ширине возила 1550 mm и висине возила од 1780 mm. Каросерија је облика лимузина, торпедо Faux кабриолет и кабриолет са четири или пет седишта.
На основу маркетиншких захтева који ће се често пратити и у деценијама које долазе, тип 183 није замењен аутомобилом у истој класи, али два модела од којих један, 1.7 литара Пежо 401, је пола класе ниже и други, 2.2 литарски Пежо 601, био је пола класа више.

## Галерија
- Пежо тип 183